# Бахмут (залізничне селище)
Бахмут (рум. Bahmut) — залізничне селище у Калараському районі Молдови. Входить до складу комуни, адміністративним центром якої є село Бахмут.

## Історія
Перша документальна згадка про село Бахмут датована 3 червня 1775 року, коли господар Олександр Добрий подарував синам Ворника Іона — Лазеру, Станчу і Кості декілька сіл, серед яких названо було і Бахметеуць.
Село Бахмут називалася раніше Пожарна, потім Хородіште, про що сказано в документі 1858 року. Перепис 1774 року зареєструвала в селі Бахмут 61 селянське господарство. На початку XIX століття садиба села з 99 дворами і лісом була власністю Олени Росет. У 1809 році в селі було збудовано дерев'яну церкву. У 1859 році в Бахмуті зареєстровано 67 дворів з 270 чоловіками та 237 жінками. Садибою села володів боярин Чолак. Після його смерті село перейшло до Єлизавети Мальської.
У 1873 році була побудована залізниця, що забезпечила зв'язок з іншими населеними пунктами Молдови. Поруч з селом з'явилася залізнична станція. Боярин Вікентій Мальський у 1887 році побудував в селі кам'яну церкву і боярську садибу, у якій до 1983 року розташовувалася сільська школа. Садиба — історичний пам'ятник, але в даний час будівля у занедбаному стані та поступово руйнується.
У 1923 році населення становило 463 чоловіків та 470 жінок. У радянський період, після голоду і висилок, чисельність населення зменшується. У 1954 році закрилася місцева церква. Протягом 38 років в ній розташовувався склад, потім хлів. Церква знову відкрилася у 1992 році.

## Населення
За даними перепису населення 2004 року у селі проживала 741 особа.
Національний склад населення села:
| Національність       | Кількість осіб | Відсоток   |
| -------------------- | -------------- | ---------- |
| молдавани румуни     | 711 4          | 96,0% 0,5% |
| росіяни              | 14             | 1,9%       |
| українці             | 10             | 1,3%       |
| поляки               | 1              | 0,1%       |
| інша / без відповіді | 1              | 0,1%       |
| Всього               | 741            | 100%       |